# محمود إسماعيل عبد الرزاق
محمود إسماعيل عبد الرزاق (21 أبريل 1940 -) مؤرخ ومفكر مصري، متخصص في التاريخ الإسلامي والحضارة الإسلامية.

## حياته
ولد محمود إسماعيل عبد الرازق محجوب 21 أبريل 1940 بقرية الطويلة محافظة الدقهلية، نشأ في أسرة كريمة، شب إسماعيل محبًا للعلم، مفطورًا على التفوق والصدارة، حتى إذا نال الشهادة الثانوية بتفوق - فكان ترتيبه أول طلبة مدرسة الملك الكامل بالمنصورة - جذبته إليها كلية الآداب، جامعة القاهرة والتحق بقسم التاريخ، بمن كان فيه من أعلام النهضة الأدبية والفكرية، وكان أكثرهم تأثيرا فيه الأستاذ الدكتور حسن محمود والدكتور محمد أنيس والدكتور عبد اللطيف أحمد علي، والدكتور مصطفى زيادة ولفت بجده ودأبه في البحث أساتذته، وفي سنة (1970) حصل على درجة الدكتوراه في التاريخ الإسلامي وتم تعيينه بكلية الآداب جامعة عين شمس.
حصل علي درجة الماجستير التاريخ الإسلامي 1967 .
حصل علي درجة الدكتوراه من كلية الآداب عام 1970.

## مسيرته
- رائد المدرسة المحمودية في التاريخ الاقتصادي والاجتماعي في العالم العربي التي تحظى بالتقدير في أواسط الاستشراق، وقد
- تولى من خلالها تكوين جيل من الباحثين الواعدين في مصر والمغرب والجزائر.[4] وهو
- صاحب المشروع الفكرى الكبير - سوسيولوجيا الفكر الأسلامي.
- رصد ونظَّر التراث الإسلامي في جميع جوانبه وقد أثارت موسوعته تلك - ولا تزال - جدلا بين صفوة المفكرين المعاصرين ولا غرو فقد اعتبرها آلان دوسولييه «مانيفستو» لتحرير الفكر الإسلامي من إسار الأستشراق،
- صاحب نظريات خاصة في المعارف التاريخية معترف بها على الصعيد العالمي.

## التدرج الوظيفي
- مدرس التاريخ الإسلامي.
- أستاذ مساعد التاريخ الإسلامى بكلية الآداب، جامعة عين شمس.
- أستاذ التاريخ الإسلامى بكلية الآداب، جامعة عين شمس.
- أستاذ متفرغ بكلية الآداب، جامعة عين شمس.

## إنتاج غزير ومتنوع
تقلب محمود إسماعيل في وظائف مختلفة، وشد رحاله إلى بلاد متعددة، ولكن ذلك كله لم يشغله عن التأليف والتصنيف الكثير في عدده، الغزير في مادته، العميق في تناوله، المتنوع في موضوعاته، ويتعجب المرء كيف تسنى ذلك لقلم واحد، ولكن فضل الله يؤتيه من يشاء والجدير بالذكر أن بعض مؤلفاته ترجمت إلى عدد من اللغات الأجنبية. والجدير بالذكر أن كل أعماله تتسم التزامه أخلاقيات الكتابة وقداسة الكلمة، فضلا عن جدة المعالجة الجامعة بين الرصانة العلمية والطلاوة الأدبية.

### الكتابة التاريخية
نشر ما يزيد على سبعين بحثا في التاريخ والفكر ضمن أعمال المؤتمرات العلمية التي شارك فيها بمصر والكثير من الأقطار العربية والأجنبية.

### أهم المؤلفات
- موسوعة سوسيولوجيا الفكر الإسلامي وقد استقبلت استقبالا حسنا وجرت حولها مناقشات ما بين مؤيد ومعارض
- الفكر العربى وسوسيولوجيا الفشل المقالة الثالثة. سوسيولوجيا الفكر الإسلامى
- الأغالبة - سياستهم الخارجية
- الخوارج في بلاد المغرب
- الحركات السرية في الإسلام
- قضايا في التاريخ الإسلامي
- مغربيات - دراسات جديدة
- فكرة التاريخ بين الإسلام والماركسية
- مقالات في الفكر والتاريخ
- الأدارسة في المغرب الأقصى - حقائق جديدة
- تاريخ الحضارة العربية الإسلامية
- الإسلام السياسي بين الأصوليين والعلمانيين
- الخطاب الأصولي المعاصر
- فرق الشيعة بين الدين والسياسة
- دراسات في الفكر والتاريخ الإسلامي
- إخوان الصفا - رواد التنوير في الفكر العربي
- في نقد حوار المشرق والمغرب بين حنفي والجابري
- نهاية أسطورة - نظريات ابن خلدون مقتبسة من من رسائل اخوان الصفا
- هل انتهت أسطورة ابن خلدون؟
- مذاهب إسلامية في الميزان؛ رؤية معاصرة
- الخطاب الديني المعاصر بين التقليد والتجديد
- مقاربات نقدية في الفكر والأدب
- إشكالية المنهج في دراسة التراث
- المهمشون في التاريخ الإسلامي ودارت حوله عدة نقاشات منها ما كتب في بعض الجرائد والمجلات
- التراث وقضايا العصر
- في نقد حوار المشرق والمغرب
- الفكر الإسلامي الحديث بين السلفيين والمجددين
- الفكر التاريخي في الغرب الإسلامي
- الإقطاع في العالم الإسلامي
- قراءات نقدية في الفكر العربي المعاصر
- العروبة والإسلام - بين الإرجاف والإنصاف
- الخلافة الإسلامية بين الفكر والتاريخ
- آراء ورؤى في الفكر والتاريخ والفن والأدب
- إسلاميات - قضايا وإشكاليات
- الحب بين ابن حزم الأندلسي وابن داود الأصفهاني
- الاسطغرافيا والميثولوجيا - نظر وتطبيق
- الدولة الفاطمية - دعوة وثورة
- جدل الأنا والآخر - سيرة ذاتية

وتحت الطبع
- متابعات نقدية في أدب الدقهلية (قراءة مؤرخ)
- دراسات في حضارة الإسلام

### النشاط الأكاديمي
- الإشراف على ما يقرب من مائة رسالة علمية - ماجستير ودكتوراه - في كليات الآداب بجامعة عين شمس ومحمد بن عبد الله بفاس والمولى إسماعيل بمكناس (المغرب) وقسنطينة (الجزائر)
- عضو مؤسس لاتحاد المؤرخين ببغداد، وعضو الجمعية التاريخية المصرية، والجمعية المغربية للتاريخ والآثار.
- عضو هيئة تحرير عدة مجلات علمية مثل حولية كلية الآداب بجامعة عين شمس، والكويت وحمد بن عبد الله بالمغرب.
- عضو لجنة الترقيات الخاصة بالتاريخ في الجامعات المصرية لدورتين.
- عضو لجان التحكيم في عدد من الجامعات العربية.
- شارك في تطوير البرامج الأكاديمية لدراسة التاريخ في جامعات عين شمس والكويت ومحمد بن عبد الله بالمغرب.
- الإشراف على مشروع بحث عن صورة الإسلام في الكتابات الغربية المعتدلة - مركز الحضارات المعاصرة - جامعة عين شمس.
- رئاسة لجنة التأسيس الأكاديمي لكليتي العلوم الاجتماعية والدراسات الإنسانية بجامعة الكويت
- المشاركة في تأسيس مركز دراسات التاريخ الاجتماعي - كلية الآداب - مكناس، المغرب
- المشاركة في تحكيم الإنتاج العلمي للمتقدمين لجوائز علمية مثل جئزة الملك فيصل وجوائز الهيئة العامة لقصور الثقافة الخ.
- الإسهام في كتابة موسوعات ومؤلفات تاريخية مثل: التاريخ الإسلامي بتكليف من المنظمة العربية للثقافة والعلوم وموسوعة «تاريخ مصر الإسلامية» بتكليف من المجلس الأعلى للثقافة بمصر
- المشاركة في الإعداد لمؤتمرات وندوات علمية وفكرية بمصر والمغرب والكويت
- تحكيم أبحاث ودراسات للنشر في دوريات ومجلات عربية
- له نشاطات متنوعة خاصة بمراكز حقوق الإنسان - إعداد برامج والقاء محاضرات
- المشاركة في إعداد برنامج نظام «تكوين الباحثين» بكلية الاداب والعلوم الإنسانية بفاس - المغرب
- المستشار الثقافي لدار رؤية للطباعة والنشر
- المشاركة في العديد من الندوات الثقافية بالإذاعة والتليفزيون في مصر والكويت والمغرب
- إجراء عشرات اللقاءات الحوارية في عدد من المجلات والصحف المصرية والعربية
- رائد المدرسة المحمودية في التاريخ الاقتصادي - الاجتماعي في العالم العربي التي تحظى بالتقدير في أواسط الاستشراق.

### النشاط الثقافي
- عضو هيئة تحرير في عدد من المجلات الثقافية المصرية مثل العصور الجديدة والفجر.
- عضو لجنة التاريخ بالمجلس الأعلى للثقافة بمصر (سابقا).
- كتب عشرات الدراسات والبحوث في عدد من الدوريات الثقافية المصرية مثل الكاتب، والطليعة، والفكر المعاصر، والموقف العربي، وأوراق ثقافية، وأدب ونقد، والمنار، والهلال والعصور الجديدة، والمحيط الثقافي الخ.
- نشر عشرات الدراسات في في مجلات ثقافية عربية مثل عالم الفكر والكويت والمحجة بلندن، والدوحة بقطر، والحياة الثقافية بتونس.
- ألقى مئات المحاضرات العامة في عدد من المنتديات الثقافية والصالونات الفكرية والأدبية في مصر والكويت، والمغرب والجزائر والعراق وغيرها.

والجدير بالذكر أنه شاعر وقاص وذو اسهامات في النقد الأدبي.

### المقالات الصحفية
وإلى جانب هذا كان له نشاط واسع في الصحافة بدأ منذ عهد مبكر أيام تخرجه في الجامعة، فنشر مئات المقالات المتنوعة في الأخبار والجمهورية والمساءوصوت العرب والأهالي، والقاهرة والعربي، فضلا عن عشرات المقالات والحوارات، في عدد من الصحف العربية مثل المحرر، والبيان، والأحداث، والدستور، وأنوال المغربية، والوطن الكويتية؛ كما عرفه القراء مناضلا ملتزما يكرس معارفه من أجل «التنوير» و «التثوير» ويتبنى هموم المستضعفين على صعيدي الوكن والأمة وطموحاتهما في التحرر والعدل الاجتماعي. وهو ما أكسبه مكانة كبيرة بين أعلام عصره في العالم العربي.

### الروايات والدواوين الشعرية
ولم يكن محمود إسماعيل مؤرخًا فذا فحسب، بل كان أديبًا موهوبًا، صاحب بيان وأسلوب، ولو تفرغ للأدب لكان له شأن كبير، فمن أعماله القصصية
- ثغرة في جدار الوهم
- الوبر والمدر - رواية

من أعماله الشعرية
- أحزان القلب والوطن
- مقاطع من سفر العودة
- الزمن الآتي
- صراخ في البرية

## تقدير الهيئات العلمية
لقي محمود إسماعيل تقدير الهيئات العلمية وتعترف العديد من المؤسسات العلمية بفضله في تكوين مدرسة فكرية ناقدة في التاريخ والفكر الإنساني. وتم تكريمة من قِبل عدد من الجامعات، مثل جامعة اشبيلية في أسبانيا، وجامعة لشبونة بالبرتغال ومركز الإدريسي للدراسات المغربية الأندلسية بالمغرب وأسبانيا، وقد تم تكريمه من قِبل أبنائه المخلصين بجامعة عين شمس تحت عنوان محمود إسماعيل المفكر والإنسان بتاريخ 22/11/2008